# Wiecznie młody
Wiecznie młody (ang. Forever Young) – amerykański film obyczajowy z 1992 roku w reżyserii Steve’a Minera. Wyprodukowany przez Warner Bros. Pictures.

## Opis fabuły
Rok 1939. Pilot Daniel McCormick (Mel Gibson) poddaje się hibernacji. Chce doczekać czasów, gdy jego pogrążona w śpiączce ukochana odzyska świadomość. Budzi się w 1992 roku. Znajduje schronienie w domu małego Nata (Elijah Wood) i jego matki. Wkrótce Danielem zaczyna interesować się wojsko.

## Obsada
- Mel Gibson – kapitan Daniel McCormick
- Jamie Lee Curtis – Claire Cooper
- Elijah Wood – Nat Cooper
- Isabel Glasser – Helen
- George Wendt – Harry Finley
- Joe Morton – Cameron
- Eric Pierpoint – Fred